# Преснел Кимпембе
Преснел Кимпембе (фр. Presnel Kimpembe; Бомон сир Оаз, 13. август 1995) је француски фудбалер који тренутно наступа за Пари Сен Жермен и репрезентацију Француске.
Његов отац је из Демократске Републике Конго, а мајка је Хаићанка.

## Клупска каријера
Кимпембе је професионалну каријеру започео 17. октобра 2014. године у Париз Сен Жермену на утакмици против Ланса, а његов тим победио је резултатом 1–3. Прву утакмицу у Лиги шампиона одиграо је 14. фебруара 2017. године против Барселоне.

## Репрезентативна каријера
Године 2014. одиграо је једну утакмицу за репрезентацију Конга до 20 година, а након тога играо за младе категорија репрезентације француске, до 20. и 21. године. За сениорску селекцију Француске добио је позив да учествује у квалификацијама за Светско првенство у фудбалу 2018. године, на мечевима против селекције Бугарске и Холандије, у октобру 2016. године, на којима ипак није играо.
У јануару 2018. године, француски фудбалер Вилијам Галас изјавио је даје Кимпембе будућност француског фудбала.
Кимпембе је свој деби за сениорску селекцију Француске имао 27. марта 2018. године, у пријатељској утакмици против репрезентације Русије.
Био је у саставу тима селекције Француске на Светском првенству у фудбалу 2018. године, одржаном у Русији.

## Статистика каријере

### Клупска
До 19. априла 2025.
| Клуб              | Сезона            | Лига                | Лига | Лига | Куп | Куп | Лигашки куп | Лигашки куп | Европа | Европа | Остало | Остало | Укупно | Укупно |
| Клуб              | Сезона            | Лига                | Ута  | Гол  | Ута | Гол | Ута         | Гол         | Ута    | Гол    | Ута    | Гол    | Ута    | Гол    |
| ----------------- | ----------------- | ------------------- | ---- | ---- | --- | --- | ----------- | ----------- | ------ | ------ | ------ | ------ | ------ | ------ |
| Пари Сен Жермен   | 2014/15.          | Прва лига Француске | 1    | 0    | 0   | 0   | 0           | 0           | 0      | 0      | 0      | 0      | 1      | 0      |
| Пари Сен Жермен   | 2015/16.          | Прва лига Француске | 6    | 0    | 2   | 0   | 1           | 0           | 0      | 0      | 0      | 0      | 9      | 0      |
| Пари Сен Жермен   | 2016/17.          | Прва лига Француске | 19   | 0    | 4   | 0   | 3           | 0           | 1      | 0      | 1      | 0      | 28     | 0      |
| Пари Сен Жермен   | 2017/18.          | Прва лига Француске | 28   | 0    | 4   | 0   | 3           | 0           | 3      | 0      | 0      | 0      | 38     | 0      |
| Пари Сен Жермен   | 2018/19.          | Прва лига Француске | 24   | 0    | 3   | 0   | 1           | 0           | 8      | 1      | 0      | 0      | 36     | 1      |
| Пари Сен Жермен   | 2019/20.          | Прва лига Француске | 16   | 0    | 0   | 0   | 2           | 0           | 10     | 0      | 0      | 0      | 28     | 0      |
| Пари Сен Жермен   | 2020/21.          | Прва лига Француске | 28   | 0    | 0   | 0   | 0           | 0           | 11     | 0      | 1      | 0      | 40     | 0      |
| Пари Сен Жермен   | 2021/22.          | Прва лига Француске | 30   | 1    | 3   | 1   | 0           | 0           | 7      | 0      | 1      | 0      | 41     | 2      |
| Пари Сен Жермен   | 2022/23.          | Прва лига Француске | 11   | 0    | 0   | 0   | 0           | 0           | 3      | 0      | 1      | 0      | 15     | 0      |
| Пари Сен Жермен   | 2023/24.          | Прва лига Француске | 0    | 0    | 0   | 0   | 0           | 0           | 0      | 0      | 0      | 0      | 0      | 0      |
| Пари Сен Жермен   | 2024/25.          | Прва лига Француске | 2    | 0    | 2   | 0   | 0           | 0           | 1      | 0      | 0      | 0      | 5      | 0      |
| Укупно у каријери | Укупно у каријери | Укупно у каријери   | 165  | 1    | 18  | 1   | 10          | 0           | 44     | 1      | 4      | 0      | 241    | 3      |

### Репрезентативна
Од 13. јуна 2022.
| Репрезентација | Година | Наступи | Голови |
| -------------- | ------ | ------- | ------ |
| Француска      | 2018.  | 7       | 0      |
| Француска      | 2019.  | 2       | 0      |
| Француска      | 2020.  | 4       | 0      |
| Француска      | 2021.  | 12      | 0      |
| Француска      | 2022.  | 3       | 0      |
| Укупно         | Укупно | 28      | 0      |

## Највећи успеси

### Пари Сен Жермен
- Првенство Француске (9) : 2014/15, 2015/16, 2017/18, 2018/19, 2019/20, 2021/22, 2022/23, 2023/24, 2024/25.
- Куп Француске (7) : 2015/16, 2016/17, 2017/18, 2019/20, 2020/21, 2023/24, 2024/25.
- Лига куп Француске (4) : 2015/16, 2016/17, 2017/18, 2019/20.
- Суперкуп Француске (5) : 2016, 2017, 2020, 2022, 2023.
- Лига шампиона (1) : 2024/25. (финалиста 2019/20.)
- УЕФА суперкуп (1) : 2025.
- Светско клупско првенство : финалиста 2025.

### Француска
- Светско првенство (1) : 2018.
- УЕФА Лига нација (1) : 2020/21.